# Wahlen 1932
◄◄ | ◄ | 1928 | 1929 | 1930 | 1931 | Wahlen 1932 | 1933 | 1934 | 1935 | 1936 | ► | ►►

Weitere Ereignisse
Im Jahr 1932 fanden unter anderem folgende Wahlen statt:

## Afrika

### Nordrhodesien
- Wahlen zum Legislativrat von Nordrhodesien (nur „weiße“ und „indische“ Bürger wahlberechtigt)

## Amerika
- am 8. November:
  - Wahl zum Repräsentantenhaus der Vereinigten Staaten 1932
  - Wahl zum Senat der Vereinigten Staaten 1932
  - Präsidentschaftswahl in den Vereinigten Staaten 1932: Franklin D. Roosevelt wird als Kandidat der Demokratischen Partei zum neuen (32.) amerikanischen Präsidenten gewählt (und bleibt es bis zu seinem Tod im April 1945). Der im November 1928 gewählte US-Präsident Herbert Hoover wird damit abgewählt.

## Asien
- Parlamentswahlen in Burma 1932
- Parlamentswahlen in Japan 1932

## Europa

### Belgien
- 27. November: Parlamentswahlen in Belgien 1932

### Dänemark
- 6. September: Landstingswahl 1932
- 16. November: Folketingswahl 1932

### Deutschland
- 13. März und 10. April: Reichspräsidentenwahl 1932
- 17. April: Volksentscheid im Freistaat Sachsen über die Auflösung des Sächsischen Landtags. Die Wahlbeteiligung von 38 % liegt unter dem geforderten Quorum von 50 Prozent.[1]
- 24. April: Landtagswahl in Bayern 1932
- 24. April: Landtagswahl im Freistaat Anhalt. Die NSDAP wird mit 41,67 Prozent der abgegebenen Stimmen stärkste Partei; Alfred Freyberg wird am 21. Mai 1932 zum neuen Ministerpräsidenten des Freistaats gewählt. Damit ist er der erste nationalsozialistische Ministerpräsident eines Landes in der Weimarer Republik.
- 24. April: Landtagswahl in Preußen, siehe Preußischer Landtag#Endphase der Weimarer Republik
- 19. Juni: Landtagswahl im Volksstaat Hessen 1932
- 31. Juli: Reichstagswahl Juli 1932
- 6. November: Reichstagswahl November 1932

### Estland
- 21. bis 23. Mai: Parlamentswahl in Estland 1932

### Frankreich
- 1. und 8. Mai: Élections législatives françaises (15. Wahlen der III. Republik). Die Rechte verliert (Kabinett Tardieu III unter André Tardieu), die Linke (Kabinett Herriot III unter Édouard Herriot) gewinnt

### Griechenland
- Parlamentswahlen in Griechenland 1932

### Irland
- Parlamentswahlen in Irland 1932

### Liechtenstein
- Parlamentswahlen in Liechtenstein 1932
- Landtagswahl in Liechtenstein 1932

### Malta
- Parlamentswahlen in Malta 1932

### Österreich
- 24. April: Landtagswahl in Niederösterreich 1932
- 24. April: Landtags- und Gemeinderatswahl in Wien 1932
- 24. April: Landtagswahl in Salzburg 1932
- 24. April: Gemeinderatswahlen in der Steiermark 1932
- 6. November: Landtagswahl in Vorarlberg 1932

### Rumänien
- Parlamentswahlen in Rumänien 1932

### San Marino
- Parlamentswahlen in San Marino 1932

### Schweden
- 17. und 18. September: Wahl zum Schwedischen Reichstag 1932